# Lycodon zawi
Lycodon zawi är en ormart som beskrevs av Slowinski, Pawar, Win, Thin, Gyi, Oo och Tun 2001. Lycodon zawi ingår i släktet Lycodon och familjen snokar. Inga underarter finns listade i Catalogue of Life.
Artepitetet i det vetenskapliga namnet hedrar forskaren Khin Maung Zaw från Myanmar.
Denna orm förekommer i västra Myanmar och nordöstra Indien. Den lever låglandet och i kulliga områden upp till 500 meter över havet. Lycodon zawi vistas i städsegröna skogar oftast intill vattendrag. Den har skinkar som Sphenomorphus maculatus och andra ödlor som föda. Honor lägger ägg.
Beståndet hotas lokalt av svedjebruk och andra förändringar av skogen. Lycodon zawi är fortfarande vanligt förekommande. IUCN kategoriserar arten globalt som livskraftig.